# Ніколо-Березовка
Ні́коло-Бере́зовка (рос. Николо-Берёзовка, башк. Николо-Березовка) — село (у минулому селище міського типу), центр Краснокамського району Башкортостану, Росія. Адміністративний центр та єдиний населений пункт Ніколо-Березовської сільської ради.
Населення — 6099 осіб (2010; 5981 у 2002).